# Dunbaria crinita
Dunbaria crinita là một loài thực vật có hoa trong họ Đậu. Loài này được (Dunn) Maesen miêu tả khoa học đầu tiên năm 1998.